# Judith Gärtner
Judith Gärtner (* 2. August 1972 in Korbach) ist eine deutsche evangelische Theologin und Alttestamentlerin.

## Leben
Von 1992 bis 2000 studierte sie evangelische Theologie in Münster und Marburg sowie an der Hebräischen Universität in Jerusalem mit Schwerpunkt Judaistik. Nach dem ersten theologischen Examen 2000 der Evangelischen Kirche von Kurhessen-Waldeck war sie von 2000 bis 2005 wissenschaftliche Mitarbeiterin am Fachbereich für Altes Testament bei Jörg Jeremias in Marburg. Nach der Promotion 2005 in Universität Marburg war sie von 2006 bis 2009 wissenschaftliche Mitarbeiterin am Fachbereich für Altes Testament bei Friedhelm Hartenstein an der Universität Hamburg. Von 2010 bis 2011 hatte sie ein Habilitationsstipendium im Rahmen der Bayerischen Gleichstellungsförderung. Nach der Habilitation 2011 in München und Feststellung der Lehrbefähigung für das Fach Altes Testament war Gärtner von 2011 bis 2013 wissenschaftliche Mitarbeiterin am Seminar für Evangelische Theologie im Fach Altes Testament der Universität Siegen. Von 2013 bis 2014 war sie Professorin für Altes Testament und Antikes Judentum an der Universität Osnabrück. Seit 2014 ist Judith Gärtner Professorin für Altes Testament an der Universität Rostock.
Ihre Forschungsschwerpunkte sind Theologie und Exegese der prophetischen Schriften mit dem Schwerpunkt Jesaja und Zwölfprophetenbuch, Theologie und Exegese der Psalmen, Anthropologie des Alten Testaments und Hermeneutik und Methodik.

## Schriften (Auswahl)
- Jesaja 66 und Sacharja 14 als Summe der Prophetie. Eine traditions- und redaktionsgeschichtliche Untersuchung zum Abschluss des Jesaja- und des Zwölfprophetenbuches. Neukirchen-Vluyn 2006, ISBN 3-7887-2191-X.
- Die Geschichtspsalmen. Eine Studie zu den Psalmen 78, 105, 106, 135 und 136 als hermeneutische Schlüsseltexte im Psalter. Tübingen 2012, ISBN 3-16-151903-5.
- als Herausgeberin mit Barbara Schmitz: Exodus. Rezeptionen in deuterokanonischer und frühjüdischer Literatur. Berlin 2016, ISBN 3-11-041702-2.